# Église Saint-Clair de Gouts
L'église Saint-Clair est une église catholique située à Allons, en France.

## Localisation
L'église est située dans le département français de Lot-et-Garonne, sur la commune d'Allons.

## Historique
L'édifice est classé au titre des monuments historiques en 1995.

## Description
Église du XIIIe siècle, fortifiée au XVe siècle.

Clocher-mur renforcé d'une coursière dont l'assommoir défend la porte d'entrée de l'édifice.

Peintures murales du XVIe siècle.

L'église et son cimetière attenant sont entourés d'un mur de clôture avec porche, mur récemment défiguré par une rénovation abusive.

Plusieurs fontaines miraculeuses en bordure du ruisseau qui coule en contrebas de la motte.

## Galerie

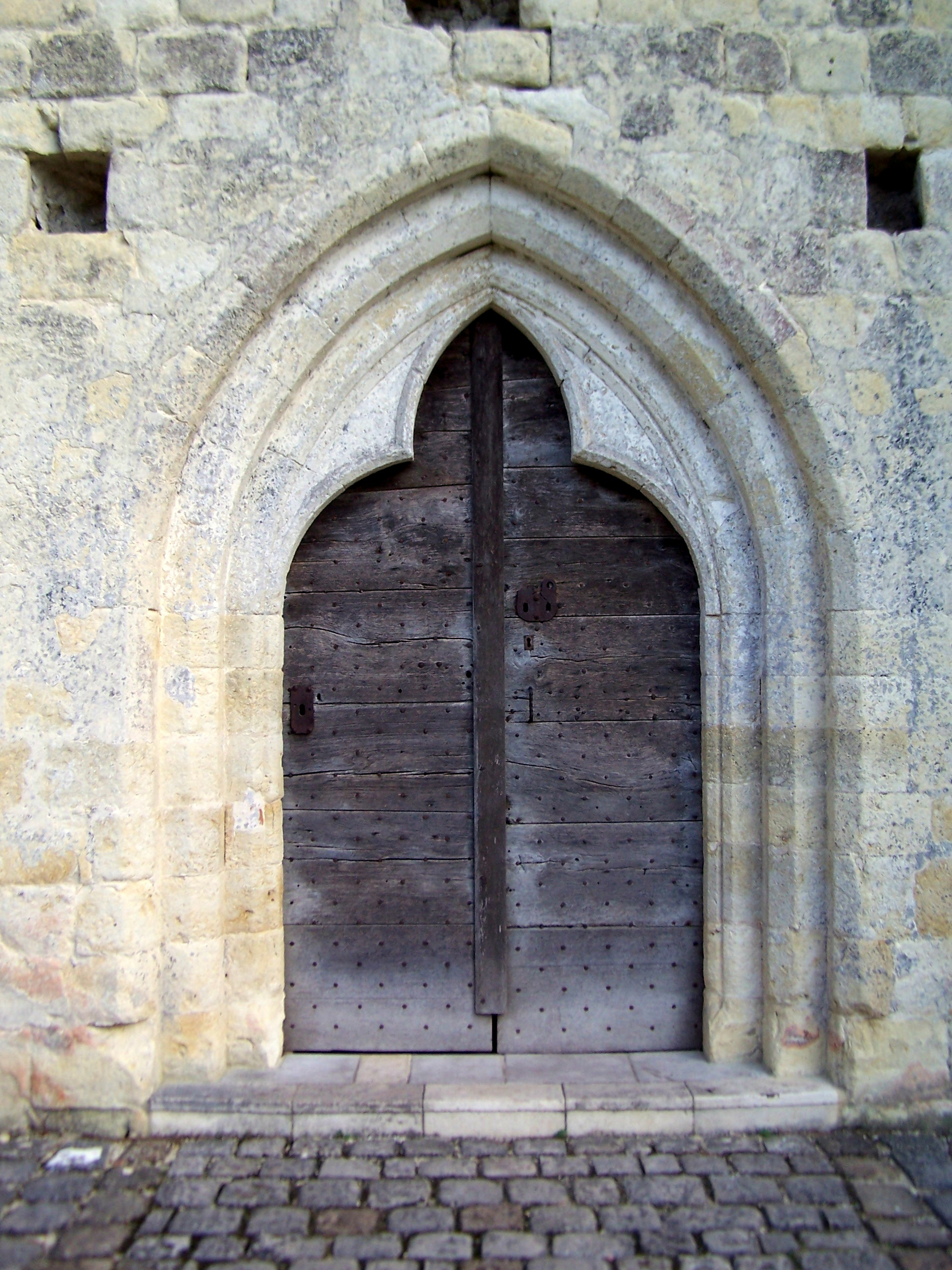
Porte néo-gothique
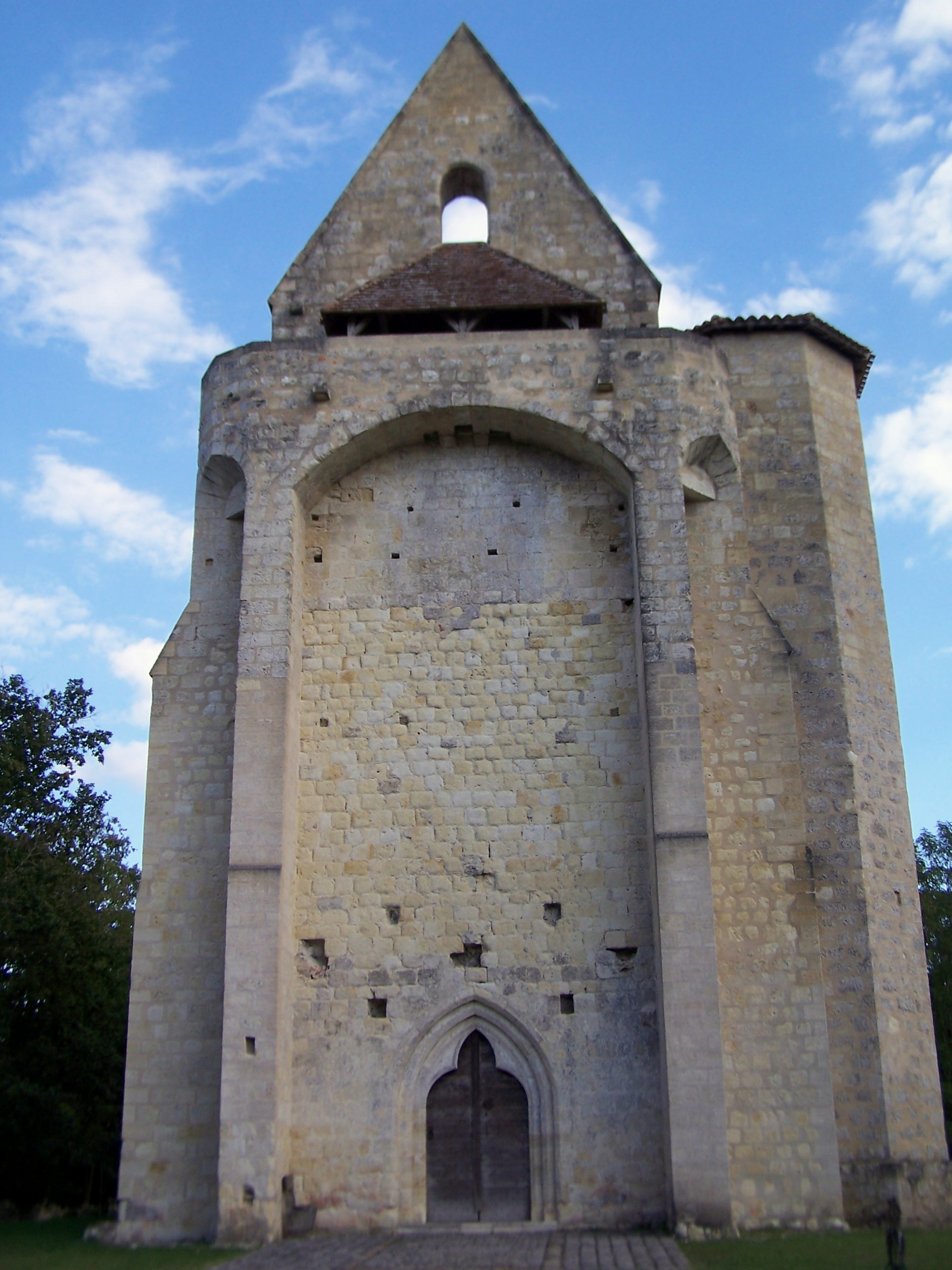
Mur-clocher
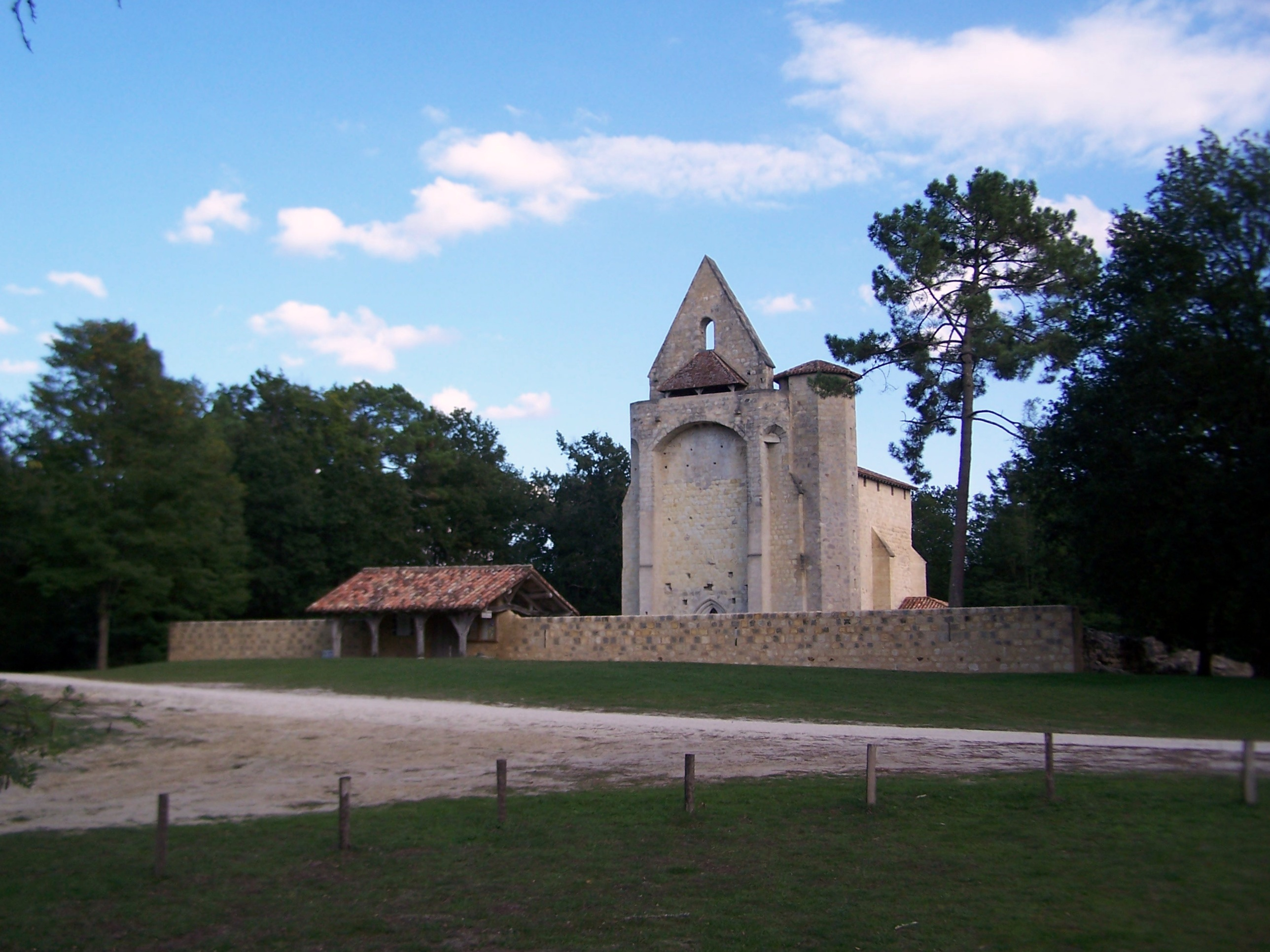
Porche et enceinte restaurée du cimetière